# Skanderborg Slot
Skanderborg Slot var et kongeslot på en lille ø i Skanderborg Sø, som var en glimrende forsvarsposition ved den mest regulære adgangsvej til Aarhus. Den ældst kendte del af slottet blev påbegyndt i år 1171 under Valdemar den Store, og det var begyndelsen på 
byen Skanderborg.

## Slottets historie
Der stod et slag ved Skanderborg Slot den 2. november 1340, hvor det meste af landet var pantsat til holstenerne, der også havde besat borgen. Den blev belejret af Niels Ebbesen og hans folk, men da holstenerne fik forstærkning sydfra, besejrede de danskerne i et slag med over 2000 dræbte. Niels Ebbesen blev dræbt og lagt på hjul og stejle til advarsel for andre oprørere.
Det har ellers tilhørt kongen, dog var den en kort overgang i 1400-tallet pantsat til Aarhus Bispestol.
Kirken med det runde tårn nu Skanderborg Slotskirke er en rest af Frederik 2.'s udbygning, der blev påbegyndt i 1562. Udbygningen foregik med materialer fra Øm Kloster, der var nedlagt efter reformationen. Den oprindelige middelalderborg, der udfyldte det meste af bakken mod vest, blev nedrevet i 1720. I 1767, hvor det blev solgt til nedrivning, overlevede slottets kapel, der fik navnet Slotskirken. Det har siden været sognekirke for den sydlige del af byen. En del af slotshaven blev ved samme lejlighed omdannet til kirkegård. 
56°1′37.87″N 9°55′57.20″Ø / 56.0271861°N 9.9325556°Ø